# جون وايت جيري

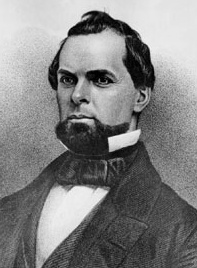
جون وايت جيري

جون وايت جيري (بالإنجليزية John White Geary) وهو محامي وسياسي أمريكي ولد جون وايت جيري في 30 كانون الاول - ديسمبر من سنة 1819 في ولاية بنسلفانيا. كان جون وايت جيري أول من شغل منصب عمدة لمدينة سان فرانسيسكو بولاية كاليفورنيا ما بين عامي 1850 إلى عام 1854.ثم شغل بعدها منصب حاكم على إقليم كنساس ما بين 9 أيلول من سنة 1856 إلى 20 أذار من سنة 1857. أصبح جيري الحاكم رقم 16 على ولاية بنسلفانيا في سنة 1867 وشغل جيري هذا المنصب إلى 21 كانون الثاني من سنة 1873. توفي جون وايت جيري في 8 شباط - فبراير من سنة 1873 في ولاية بنسلفانيا.

## روابط خارجية
- جون وايت جيري على موقع إن إن دي بي (الإنجليزية)